# Большеріччя (Омська область)
Большеріччя (рос. Большеречье) — робітниче селище у Большереченському районі Омської області Російської Федерації.
Належить до муніципального утворення Большеріченське міське поселення. Населення становить 10 424 особи.

## Історія
Згідно із законом від 30 липня 2004 року органом місцевого самоврядування є Большеріченське міське поселення.

## Населення
| 1926    | 1939    | 1959    | 1970    | 1979    | 1989    | 2002    |
| ------- | ------- | ------- | ------- | ------- | ------- | ------- |
| 964     | ↗4053   | ↗6092   | ↗7999   | ↗9506   | ↗12 477 | ↘12 361 |
| 2009    | 2010    | 2011    | 2012    | 2013    | 2014    | 2015    |
| ↘11 936 | ↘11 271 | ↘11 268 | ↘10 971 | ↘10 629 | ↘10 427 | ↘10 389 |
| 2016    | 2017    |         |         |         |         |         |
| ↗10 406 | ↗10 427 |         |         |         |         |         |